# 帝国南極横断探検隊の隊員一覧
1914年から南極大陸の横断を計画していたアーネスト・シャクルトン率いる、帝国南極横断探検隊の隊員一覧である。探検隊は本隊と支隊に分かれていた。一つは大陸横断を行うウエッデル海本隊、もう一つは本隊のために南極点の向こう側に補給所を設営するロス海支隊である。各隊は28人ずつで構成された。ウェッデル海本隊の船「エンデュアランス号は氷に囲まれて破壊され、横断は不可能となった。ウェッデル海本隊は全員救出されたが、ロス海支隊のうち3名は、補給船オーロラ号が上陸隊を置き去りにして漂流した後に死亡した。
ウェッデル海本隊は、エンデュアランス号が失われ氷の上で数か月間過ごした後、エレファント島へ3隻の救命ボート、ジェームズ・ケアード号、ダドリー・ドッカー号、スタンコーム・ウィルス号で向かった。この一覧には、そのとき乗船した船を記載。
当初の隊員のうち数名は、第一次世界大戦でイギリスがドイツに宣戦すると従軍するため隊を離れた。他にもブエノスアイレス寄港後にイギリスへ帰国した者もいる。

## ウェッデル海本隊
| 名前                           | 生誕 | 死去 | 救命ボート                      | 地位                   | 備考 |
| ------------------------------ | ---- | ---- | ------------------------------- | ---------------------- | --- |
| アーネスト・シャクルトン       | 1874 | 1922 | ジェームズ・ケアード号 (船長)   | 隊長                   | 「ジェームズ・ケアード号の航海」の一員。 |
| フランク・ワイルド             | 1873 | 1939 | ジェームズ・ケアード号          | 副隊長                 | 「ワイルド岬」を発見。 |
| フランク・ワースリー           | 1872 | 1943 | ダドリー・ドッカー号 (船長)     | エンデュアランス号船長 | 「ジェームズ・ケアード号の航海」の一員。 |
| フランク・ハーレー             | 1885 | 1962 | ジェームズ・ケアード号          | カメラマン             | |
| ヒューバート・ハドソン         | 1886 | 1942 | スタンコーム・ウィルズ号        | 航海長                 | スタンコーム・ウィルズ号の船長だったが、病気のためクリーンと交代。                                                                             |
| ライオネル・グリーンストリート | 1889 | 1979 | ダドリー・ドッカー号            | 一等航海士             | |
| トム・クリーン                 | 1877 | 1938 | スタンコーム・ウィルズ号 (船長) | 二等航海士             | 「ジェームズ・ケアード号の航海」の一員。 |
| アルフレッド・チーザム         | 1867 | 1918 | ダドリー・ドッカー号            | 三等航海士             | |
| ルイス・リッキンソン           | 1883 | 1945 | スタンコーム・ウィルズ号        | 機関長                 | エレファント島でおそらくは心臓発作に襲われた。                                                                                                 |
| アレクサンダー・カー           | 1892 | 1964 | ダドリー・ドッカー号            | 副機関士               | |
| ジェームズ・マッキルロイ       | 1879 | 1968 | スタンコーム・ウィルズ号        | 船医                   | |
| アレクサンダー・マクリン       | 1889 | 1967 | ダドリー・ドッカー号            | 船医                   | |
| ロバート・セルビー・クラーク   | 1882 | 1950 | ジェームズ・ケアード号          | 生物学者               | |
| レオナルド・ハッセー           | 1891 | 1964 | ジェームズ・ケアード号          | 気象学者               | |
| ジェイムズ・ワーディー         | 1889 | 1962 | ジェームズ・ケアード号          | 地質学者               | |
| レジナルド・ジェームズ         | 1891 | 1964 | ジェームズ・ケアード号          | 物理学者               | |
| ジョージ・マーストン           | 1882 | 1940 | ダドリー・ドッカー号            | 画家                   | |
| トマス・オルデ＝リー           | 1877 | 1958 | ダドリー・ドッカー号            | 倉庫管理・動力ソリ係   | |
| ハリー・マクニッシュ           | 1874 | 1930 | ジェームズ・ケアード号          | 船大工                 | 「ジェームズ・ケアード号の航海」の一員。極地メダルに推薦されず。                                                                               |
| チャールズ・グリーン           | 1888 | 1974 | ジェームズ・ケアード号          | コック                 | |
| ウィリアム・スティーブンソン   | 1889 | 1953 | スタンコーム・ウィルズ号        | 火夫・機関員           | 極地メダルに推薦されず。 |
| アーネスト・ホルネス           | 1892 | 1924 | ダドリー・ドッカー号            | 火夫・機関員           | 極地メダルに推薦されず。 |
| ジョン・ヴィンセント           | 1879 | 1941 | ジェームズ・ケアード号          | 一等水夫               | 「ジェームズ・ケアード号の航海」の一員。極地メダルに推薦されず。                                                                               |
| ティモシー・マッカーシー       | 1888 | 1917 | ジェームズ・ケアード号          | 一等水夫               | 「ジェームズ・ケアード号の航海」の一員。 |
| ウォルター・ハウ               | 1885 | 1972 | スタンコーム・ウィルズ号        | 一等水夫               | |
| ウィリアム・ベークウェル       | 1888 | 1969 | スタンコーム・ウィルズ号        | 一等水夫               | ブエノスアイレスで採用。アメリカ人だが、採用されるためカナダ人と偽る。ブラックボロの密航を助けた。                                             |
| トマス・マクロード             | 1869 | 1960 | ダドリー・ドッカー号            | 一等水夫               | |
| パース・ブラックボロ           | 1894 | 1949 | スタンコーム・ウィルズ号        | 給仕                   | ブエノスアイレスでエンデュアランス号に密航。足の指が壊疽になり、エレファント島でマクリンとマッキルロイにより切断。                             |
| ダニエル・グーチ               | 1869 | 1926 | -                               | 犬係 (一時的)          | 遠征全体にわたる隊員とはみなされていない。当初の犬係であったが、エンデュアランス号がサウスジョージア島に寄港した際に隊を離れ、イギリスへ帰国。 |
| ミセス・チッピー               |      | 1915 | -                               | マスコット             | マクニッシュの飼い猫。エンデュアランス号沈没後に射殺。                                                                                         |

## ロス海支隊
| 名前                           | 生誕 | 死去 | 地位             | 備考                                     |
| ------------------------------ | ---- | ---- | ---------------- | ---------------------------------------- |
| イニーアス・マッキントッシュ   | 1879 | 1916 | 隊長             | 遠征中に死亡                             |
| アーネスト・ジョイス           | 1875 | 1940 | ソリ備品・犬係   |                                          |
| アーネスト・ワイルド           | 1879 | 1918 | 倉庫管理係       |                                          |
| アーノルド・スペンサー＝スミス | 1883 | 1916 | 牧師・カメラマン | 遠征中に死亡                             |
| ジョン・ラクラン・コープ       | 1893 | 1947 | 生物学者・船医   |                                          |
| アレクサンダー・スティーブンス | 1886 | 1965 | 主任科学者       |                                          |
| リチャード・W・リチャーズ      | 1893 | 1985 | 物理学者         | 遠征隊員の最後の生き残りとみられている。 |
| アンドリュー・キース・ジャック | 1885 | 1966 | 物理学者         |                                          |
| アーヴィン・ゲイズ             | 1890 | 1978 | 雑務助手         |                                          |
| ヴィクター・ヘイワード         | 1887 | 1916 | 雑務助手         | 遠征中に死亡                             |

| 名前                          | 生誕 | 死去 | 地位                  | 備考                                                   |
| ----------------------------- | ---- | ---- | --------------------- | ------------------------------------------------------ |
| オーブレー・ハワード・ニニス  | 1883 | 1956 | 動力ソリ係            | 上陸隊だったが、オーロラ号が南極から漂流する前に乗船。 |
| ライオネル・フック            | 1895 | 1974 | 無線技士              | 上陸隊だったが、オーロラ号が南極から漂流する前に乗船。 |
| ジョゼフ・ステンハウス        | 1887 | 1941 | 一等航海士 (後に船長) |                                                        |
| レズリー・トンプソン          |      |      | 二等航海士            |                                                        |
| アルフレッド・ラークマン      | 1890 | 1962 | 機関長                |                                                        |
| C・エイドリアン・ドネリー     |      |      | 副機関士              |                                                        |
| ジェームズ・ペイトン          | 1869 | 1918 | 甲板長                |                                                        |
| クラレンス・モーガー          |      |      | 船大工                |                                                        |
| シドニー・アトキン            |      |      | 一等水夫              |                                                        |
| アーサー・ダウニング          |      |      | 一等水夫              |                                                        |
| ウィリアム・カヴァナー        |      |      | 一等水夫              |                                                        |
| A・「ショーティ」・ウォーレン |      |      | 一等水夫              |                                                        |
| チャールズ・グリッデン        |      |      | 二等水夫              |                                                        |
| S・グレイディ                 |      |      | 火夫                  |                                                        |
| ウィリアム・マグリッジ        |      |      | 火夫                  |                                                        |
| ハロルド・ショー              |      |      | 火夫                  |                                                        |
| エドウィン・トマス・ワイズ    | 1872 | 1943 | コック                |                                                        |
| エミール・ダングレード        |      |      | 給仕                  |                                                        |